# Балка Калеріна
Балка Калеріна — ентомологічний заказник місцевого значення. Об'єкт розташований на території Більмацького району Запорізької області, село Новоукраїнка, бригада № 2.
Площа — 7 га, статус отриманий у 1984 році.
Охороняється цілинна балка з лучно-степовою рослинністю.